# Pseudotrichonotus
Pseudotrichonotus es un género de peces de la familia Pseudotrichonotidae, del orden Aulopiformes. Este género marino fue descrito científicamente en 1975 por Tetsuo Yoshino y Chūichi Araga.

## Especies
Especies reconocidas del género:
- Pseudotrichonotus altivelis Yoshino & Araga, 1975
- Pseudotrichonotus belos A. C. Gill & Pogonoski, 2016[2]
- Pseudotrichonotus caeruleoflavus G. R. Allen, Erdmann, Suharti & Sianipar, 2017[3]
- Pseudotrichonotus xanthotaenia Parin, 1992